# 하강점 (점성술)

이 천궁도에서 하강점은 상승점(Asc)의 바로 맞은편인 3시 정각 방향에 위치한다.

점성술에서 하강점(下降點, descendant)은 상승점으로부터 정반대편 또는 180도 떨어져 있는 점이다. 천궁도에서 하강점은 일곱번째 하우스의 시작점이 되며, 동료나 인간 관계를 나타낸다. 하강점은 황도대의 일곱번째 별자리인 천칭자리에 의해 다스려지며, 그것의 주인 행성은 금성이다. 점성가들에게 있어서, 일곱번째 하우스에는, 만일 점성학적 각에 의해 지원된다는 가정 하에, 한 사람이 가장 끌리며, 쉽게 사이가 좋게 되는 그리고 애정 관계를 시작할 가능성이 가장 큰 사람들의 별자리가 있다.